# New Philadelphia, Ohio
New Philadelphia là một thành phố thuộc quận Tuscarawas, tiểu bang Ohio, Hoa Kỳ. Năm 2010, dân số của thành phố này là 17288 người.

## Dân số
- Dân số năm 2000: 17056 người.
- Dân số năm 2010: 17288 người.